# Baby Let's Play House
〈Baby Let's Play House〉는 아서 건터가 작곡하고 1954년 엑셀로 레코드사에서 녹음한 노래로 이듬해 선 레코드에서 엘비스 프레슬리가 커버한다. 프레슬리의 버전은 원곡과 상당히 차이난다. 엘비스 버전은 코러스로 시작되지만, 건터의 버전은 첫 번째 절에서부터 시작된다. 건터의 가사 중 "종교가 있을지도 모르지만"을 "분홍색 캐딜락이 있을지도 모르지만"으로 바꿔놓기도 했는데, 당시 엘비스 전속의 밴드가 교통수단으로 차용한 커스텀 도색된 1955년제 캐딜락에 대한 언급이었다.
〈Baby Let's Play House〉는 선에서 발매한 프레슬리의 네 번째 음반으로 1955년 7월 빌보드 컨트리 싱글 차트에 5위를 달성해 최초로 전국 차트에 오른 엘비스 노래가 되었다. 엘비스가 리드 보컬, 어쿠스틱 리듬 기타를, 스코티 무어가 리드 기타를, 빌 블랙이 더블 베이스를 연주했다.

## 다른 버전들
1955년 버디 홀리는 댈러스에 소재한 짐 벡 스튜디오에서 커버했다. 이 버전은 〈I Wanna Play House with You〉로 명명돼 컬럼비아 레코드로 데모로 전달되었으며 엘비스 버전과 아주 유사하다. 1960년 초반 호주계 로니 리가 리던 레코드에서 곡을 녹음, 많은 면에서 엘비스 버전과 별로 다르지 않다. 리의 공연에서 매우 인기 있던 곡으로 1960년 호주 첫 로큰롤 텔레비전 방송에서도 호응받았다. 존 레논은 비틀즈의 노래 〈Run for Your Life〉의 도입부 가사 "I'd rather see you dead, little girl, than to be with another man"에 곡의 가사를 그대로 썼다.
1965년 더 뉴스비츠가 《Big Beat Sounds by The Newbeats》에 커버를 수록했다. 1967년 에이스 캐넌이 《Memphis Golden Hits》에 기악 버전을 수록했다. 1995년 톰 페티가 박스 세트 《Playback》에 커버를 수록했다. 2005년 조너선 리스 메이어스는 텔레비전 전기영화 《엘비스: 더 얼리 이어스》에 립싱크로 불렀다. 2008년 스팬콕스 리믹스가 영국 84위에 도달했다. 2014년 드레이크 벨이 Muzooka.com에 〈Baby Let's Play House〉의 커버를 발표했다.